# Vauville (Calvados)
Vauville – miejscowość i gmina we Francji, w regionie Normandia, w departamencie Calvados.
Według danych na rok 1990 gminę zamieszkiwało 259 osób, a gęstość zaludnienia wynosiła 50 osób/km² (wśród 1815 gmin Dolnej Normandii Vauville plasuje się na 632. miejscu pod względem liczby ludności, natomiast pod względem powierzchni na miejscu 871.).